# Tolpia
Tolpia é um gênero de traça pertencente à família Arctiidae.